# 델라웨어주
델라웨어주(영어: State of Delaware)는 미국 동부 대서양 연안에 있는 주이다. 미국 독립 당시의 13개 주 중 하나로 미국 헌법을 가장 먼저 승인하여 '첫 번째 주(First State)'라는 별명을 가지고 있다.
미국의 주 가운데 두 번째로 면적이 작다. 북쪽으로 펜실베이니아주, 동쪽으로 델라웨어강과 대서양, 서쪽과 남쪽으로 메릴랜드주와 접한다. 델라웨어주의 일부 땅은 델라웨어 강 건너 동쪽 편에도 있어 뉴저지주와도 접하고 있다.
경영자에게 유리한 입법의 대표적인 예로 지적되는 것이 델라웨어주 회사법이다. 델라웨어 주는 조그마한 주로서 실제로 영업 활동의 본거지를 그곳에 두고 있는 기업은 별로 없다. 그러나 현재 유수한 대기업의 압도적 다수가 델라웨어 주법에 의해서 설립되어 있기 때문에, 회사법의 경우에는 델라웨어 주법이 가장 중요한 지위를 차지하고 있다.
오리건주와 더불어 소비세를 받지 않는 주다. 그래서 몇몇 배송 업체들이 주 내 최대도시인 윌밍턴 등지에 배송대행 물류센터를 차려서 운영하고 있다. 단, 대부분은 델라웨어주에서 뉴욕으로 곧바로 보내지 않고, 뉴저지주에 차린 물류센터를 들렀다가 간다. 그래서 추가 수수료가 붙는 경우가 많다.

## 역사

### 초기 역사
유럽인 탐험가들이 처음에 도착하였을 때 알곤킨 족 인디언의 2개 종족이 델라웨어 지방에 살았다. 현재 델라웨어 족으로 알려진 레나페 족은 델라웨어강의 언덕에 걸쳐 살았다. 낸티코크 족은 지방의 남서부에 있는 낸티코크 강에 걸쳐 살았다. 1700년대 중반으로 와서 백인 정착자들은 인디언들의 대부분을 지방의 외부로 나가도록 강요하였다.

### 탐험과 초기 정착

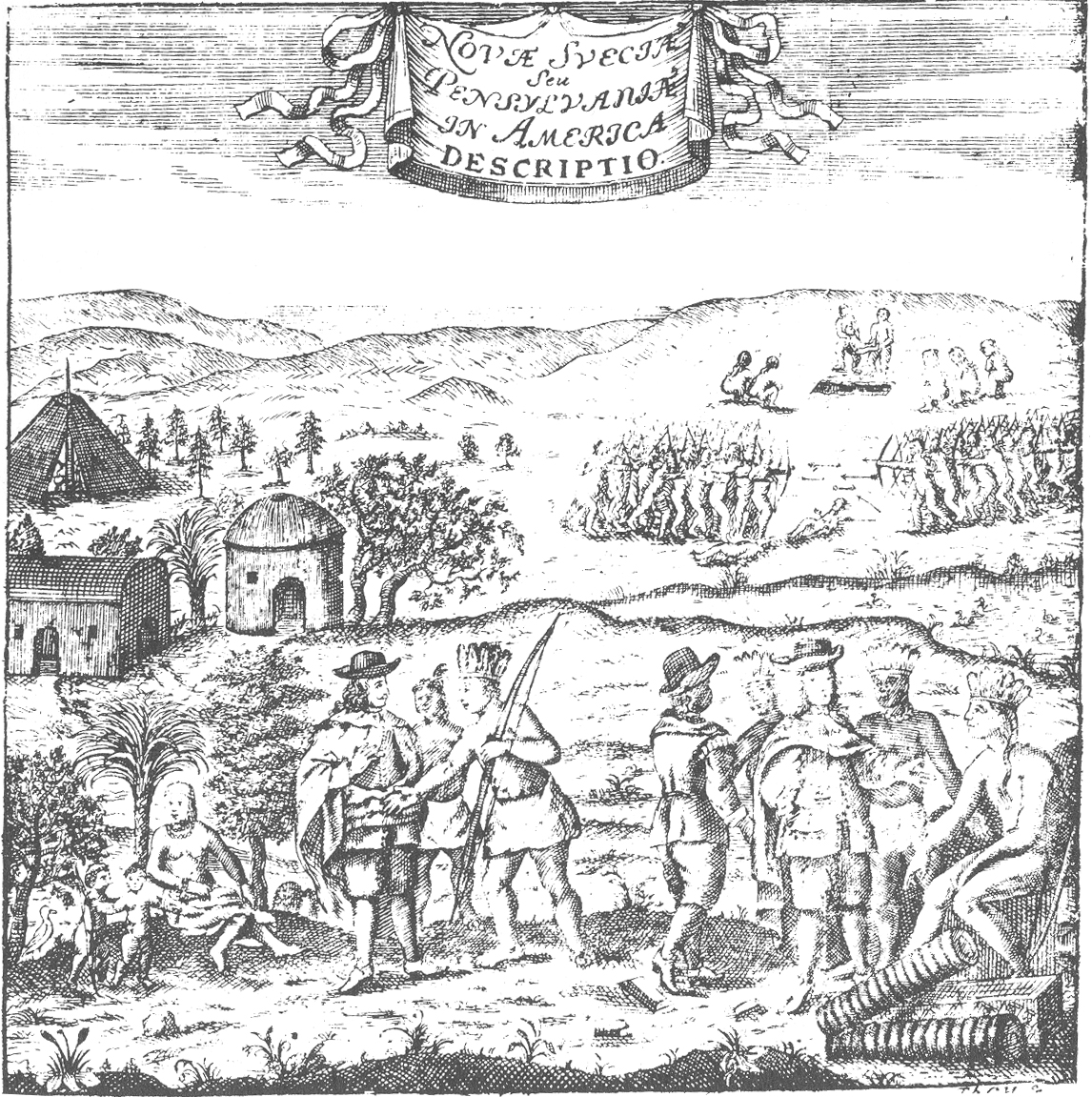
뉴스웨덴 - 델라웨어 원주민과 스웨덴 식민주의자들 간의 만남

영국의 탐험가 헨리 허드슨은 아마 델라웨어 지방을 방문한 첫 유럽인이었을 것이다. 1609년, 그는 현재 델라웨어 만으로 항해하여 들어갔다. 허드슨은 네덜란드 동인도 회사를 위한 극동으로 향하는 교역로를 찾으려고 하였다. 델라웨어 만이 강으로 연결되는 것을 본 그는 북쪽으로 항해하였다. 1610년 버지니아 식민지의 새뮤얼 아골(Samuel Argall) 선장은 만으로 항해하여 들어가 폭풍우를 피할 피난처를 찾았다. 그는 버지니아의 총독 들라워 경의 이름을 따서 들라워 만이라고 이름을 지었다. 1631년 네덜란드인들이 오늘날 류스에 속하는 즈바넨델에 첫 정착지를 설립하였다. 그러나 정착자들과 인디언들 사이에 말썽이 일어났다. 한 해에 인디언들은 정착자들을 살해하고 그들의 요새를 불태웠다.
스웨덴의 정착자들이 1638년 델라웨어 지방에 왔다. 그들은 지방의 첫 영구적 식민지 뉴스웨덴을 창립하였다. 그들의 첫 정착지는 오늘날 윌밍턴에 위치한 포트 크리스티나였다. 스웨덴과 핀란드에서 새로운 정착자들이 뉴스웨덴에 와서 식민지를 북쪽으로 확장하였다.
네덜란드 정부는 뉴스웨덴이 네덜란드의 영토라는 것을 믿었다. 1651년 네덜란드 식민지 뉴네덜란드의 총독 페터 스토이베산트가 오늘날 뉴캐슬에 포트 캐지미어를 설립하였다. 스웨덴의 식민주의자들이 포트 캐지미어를 포획하였으나 이듬해 네덜란드인들이 뉴스웨덴의 전부를 포획하여 뉴네덜란드의 일부로 만들었다.

### 영국의 통치
1664년 영국이 델라웨어 지방을 포함한 뉴네덜란드의 전부를 포획하였다. 영국인들은 뉴욕 식민지의 일부로서 델라웨어 정착지들을 통치하였다. 1673년 네덜란드인들이 지방을 재포획하였으나 이듬해 영국인들에게 평화롭게 반환하였다.
1681년 잉글랜드의 국왕은 윌리엄 펜에게 펜실베이니아 식민지를 설립하는 권리를 주는 특허장을 수여하였다. 펜은 대서양으로 접근하면서 그의 식민지를 마련하길 원하였다. 1682년 요크의 공작이 자신의 식민지의 영토로서 펜에게 델라웨어 지방을 주었다. 같은 해에 펜은 식민지와 영토 둘 다를 위하여 대표적 정부를 설립하였다. 펜실베이니아와 델라웨어 지방은 둘 다 펜실베이니아의 입법부에서 같은 수의 대표들이 있었다.
델라웨어 지방은 펜실베이니아부터 델라웨어 강에 있었기 때문에 쓰리 로어 카운티즈로 알려졌다. 1600년대 후반에 펜실베이니아는 지속적으로 번창하고 새로운 카운티들을 추가하였다. 쓰리 로어 카운티즈의 식민주의자들은 그들이 곧 정부에서 발언권을 적어질 것 같은 위기감을 가지기 시작하였다. 1701년 쓰리 로어 카운티즈의 대표들은 펜실베이니아에서 온 대표들과 만나는 것을 거부하였다. 그들은 펜에게 갈라진 입법부를 자기들에게 줄 것을 물었으며, 펜은 찬성하였다. 쓰리 로어 카운티즈의 첫 갈라진 입법부가 1704년에 합쳐졌다. 펜실베이니아의 총독들은 미국 독립 전쟁이 일어날 때까지 지속적으로 쓰리 로어 카운티즈를 통치하였다.

### 독립 전쟁
영국은 1760년대 동안에 영국은 아메리카 식민지들에게  세금을 강요하였다. 쓰리 로어 카운티즈의 식민주의자들은 이 세금에 분개하였다. 그들은 1774년 제1차 대륙회의에 참석하기 위해 대표들을 필라델피아로 보냈다.
1775년 미국 독립 전쟁이 시작되었다. 1776년 7월 2일 제2차 대륙회의에서 독립을 위한 투표에서 쓰리 로어 카운티즈는 다른 아메리카 식민지들과 독립을 지지하였다. 1777년 존 매킨리(John McKinley)는 델라웨어의 첫 총독으로서 선거를 이기고, 뉴캐슬이 수도로 지정됐다.
델라웨어의 군인들은 독립 전쟁을 통하여 싸웠다. 델라웨어 땅에서 유일한 작은 전투가 벌어졌다. 1777년 8월 영국군은 메릴랜드에 상륙하여 델라웨어를 거쳐 행렬하면서 펜실베이니아로 전진해갔다. 미국군은 9월 3일 뉴어크 근처의 쿠치스 다리에서 영국군을 만났다. 수적으로 우세한 미국군이 후퇴하고 영국군은 펜실베이니아로 갔다. 거기에서 그들은 9월 11일 델라웨어 경계의 북쪽에 있는 브랜디와인 전투에서 조지 워싱턴 장군의 군대를 물리쳤다. 9월 12일 영국군은 윌밍턴을 점령하였다. 군인들은 가깝다는 이유로 델라웨어 수도를 뉴캐슬로부터 도버로 옮겼다. 도버를 수도로 만들기 전에 입법부는 몇몇의 지역에에서 열렸다. 영국군은 상처를 입은 군인들을 치료하기위해 윌밍턴에서 대략 1달을 머물렀다.

### 주 지위
1779년 2월 12일 델라웨어는 연합 규약에 서명하였다. 그러나 델라웨어와 다른 식민지들에서 온 지도자들은 연합 규약에 불만을 가졌다. 그들은 통치의 더욱 강한 주문의 채택을 주장하였다. 델라웨어의 존 디킨슨과 조지 리드(George Read)는 헌법을 기안하는 데 도움을 주었다. 1787년 12월 7일 델라웨어는 미국 헌법을 찬성하는 데 만장 일치로 투표하였다. 그렇게 한 첫 주가 된 델라웨어는 1792년 주의 새 헌법을 채택하였다.
독립 전쟁이 일어나는 동안과 후에 윌밍턴 지역은 국가에서 밀가루 제분업의 중심지가 되었다. 1802년 프랑스 이민 엘뢰테르 이레네 뒤퐁이 윌밍턴 근처에 있는 브랜디와인 크릭에 화약 공장을 설립하였다. 이 공장은 델라웨어의 거대한 화학 산업의 시작이었다.
미영 전쟁이 일어나는 동안에 영국의 배들은 미국으로 물건들을 실어가는 것을 멈추었다. 결과로서 델라웨어 주와 다른 주들에서 필요한 물건들을 마련하는 새로운 산업들이 급성장했다. 1813년, 영국 군함들이 류스에 폭탄 투하를 하였으나, 약간의 피해만 입었다.

### 남북 전쟁과 산업적 확장
델라웨어 주는 노예제 찬성 주였으며, 합중국의 초기 13개의 주들 중 하나이기도 하였다. 델라웨어 주가 북부와 최남부 사이에 위치했기 때문에 델라웨어의 주민들은 북부와 남부의 주들 양쪽과 함께 강한 제휴를 맺었다. 남북 전쟁이 일어나는 동안에 델라웨어 주는 북군에 가담하여 싸웠다. 그러나 많은 델라웨어의 주민들은 남부의 주들이 합중국으로부터 평화롭게 탈퇴해야 한다고 생각했다.
1863년, 에이브러햄 링컨 대통령은 아직 반란 중인 남부 주들의 모든 지역들에서 노예들을 해방시키는 노예 해방 선언을 내렸다. 그러나 노예 해방 선언은 북부에 충성을 유지한 노예 찬성 주들에 영향을 끼치지 않았다. 델라웨어 주에 남아있던 약간의 노예들은 1865년까지 해방되지 않았다. 그 해에 미국 헌법의 13조 수정 조항이 미국에서 모든 노예제를 폐지하였다.
남북 전쟁이 일어나는 동안과 후에 델라웨어 주의 농장과 산업들이 번영하였다. 1850년대에 철도들의 번창은 농부들이 그들의 수확물들을 시장으로 옮기는 데 도움을 주었다. 결과적으로 남부 델라웨어에서 농장의 가격이 늘어났다. 1800년대 후반 동안에 윌밍턴은 산업 도시로서 재빠르게 번창하였다. 수 천 명의 주민들이 도시의 조선소, 강철 주조소, 기계 상점들과 제조업 지대들에서 일하였다. 델라웨어 주의 현재 헌법은 1897년에 채택되었다.

### 1900년대 초반
1900년대 초반은 델라웨어 주에서 교육, 공공 복지와 도로 건설의 향상을 가져왔다. 1920년에 들어서 입법부는 산업적 사고 위원회, 자선의 주위원회와 주립 고속도로부를 설립하였다. 입법부는 또한 주의 소득세는 물론, 가난한 어린이들의 어머니를 돕는 연금 제도를 설립하기도 하였다. 1920년대에 피에르 S. 뒤퐁은 주에서 새로운 학교를 짓고 공공 교육을 원조하는 데 몇 백 만 달러를 주었다. 그는 주의 관세청장이 되었다.
1930년대의 대공황이 수천명의 델라웨어 주민들을 실업자로 놓이게 만들었다. 1936년에는 리처드 C. 맥뮬런이 주지사로 선출되었으며, 그는 1901년 이래 주의 첫 민주당 주지사였다. 1941년, 주의 입법부는 일요일 활동 제한에 대해 느슨했던 법률을 바꾸었다.

### 1900년대 중반

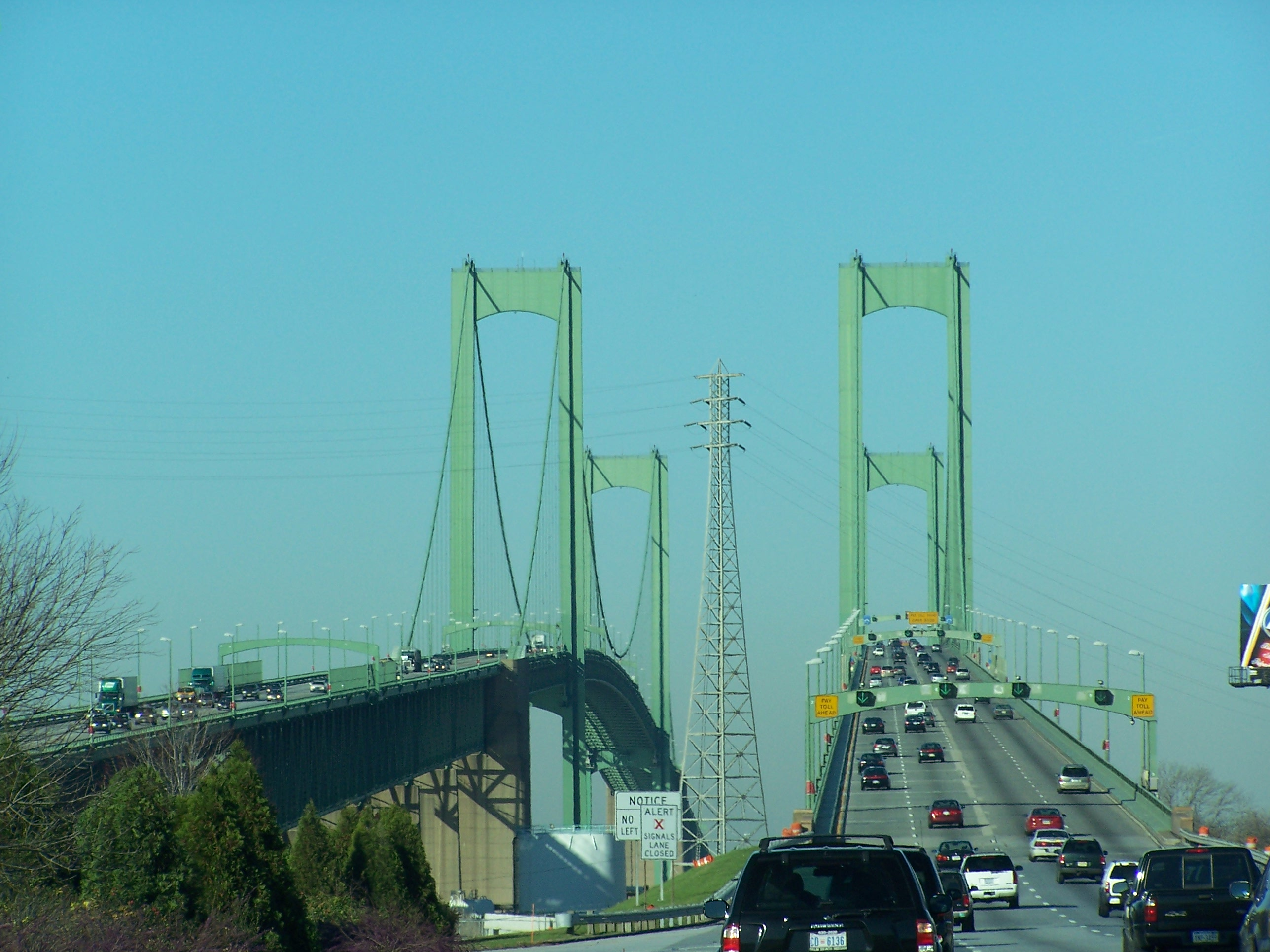
델라웨어 메모리얼 다리

제2차 세계 대전이 일어나는 동안에 델라웨어 주의 많은 공장, 제재소와 조선소들은 군사를 위한 물자들을 생산하였다. 주의 경제는 1950년대와 1960년대에 재빠르게 번창하였다. 델라웨어 강을 가로지르는 델라웨어 메모리얼 다리가 1951년 개장되어 델라웨어 주를 뉴저지주와 잇는다. 크라이슬러, 제네럴 모터스와 제네럴 푸즈 같은 거대한 주식회사들의 운영들을 포함한 새로운 산업들이 델라웨어 주에 왔다. 많은 다른 회사들은 자신들의 시설들을 확장하였고, 듀폰트 컴퍼니는 델라웨어 주의 가장 큰 고용주가 되었다.
델라웨어 주의 인구는 1950년대에 대략 40 퍼센트나 증가하였고, 1960년대에 또다른 20 퍼센트로 올랐다. 이 번창은 주로 도시들과 외곽들에 생겼다.
1950년대와 1960년대에 다른 많은 주들처럼 델라웨어 주는 인종 문제를 향하였다. 흑인들의 단체들은 백인과 흑인 어린이들을 분리한 학교를 허용하는 주의 시스템에 도전하였다. 1954년, 미국 대법원은 공공 학교에서 의무적으로 인종 분리가 비헌법적이라고 판결하였다. 1960년대 중반으로 와서 델라웨어 주의 모든 공공 학교 구역들은 인종 차별 대우를 폐지하였다. 1963년, 주의 입법부는 공공적으로 먹고 마시는 장소들에서 인종 분리를 금지시키는 법안을 통과하였다. 1969년 입법부는 델라웨어 주에서 주택의 임대와 판매에서 일어나는 차별을 끝내는 법안을 찬성하였다.
1969년, 새로운 주의 대리인 자연 자원 환경 관리부가 보존을 장려하고 주에서 공해와 수질 오염을 조절하기 위해 세워졌다. 1971년, 델라웨어 주의 입법부는 연안 지대 법령을 통과시켰다. 이 입법은 델라웨어 주의 연안을 따라 산업 지대들의 건설을 금지하였다.

### 1900년대 후반
1980년, 델라웨어 주는 정부가 기대한 세입의 95 퍼센트를 소비하도록 제한시킨 헌법적 한계를 채택하였다. 정부가 소비하지 않은 세입은 주의 금융 기초를 향상시키는 도움을 주었다.
1981년, 총회는 주에서 운영되는 은행들에 어떤 제한들을 제거한 금융 중심지 개발 법령을 통과시켰다. 법령은 은행이 그 고객에게 지급해야 하는 이자의 양에 책임 한계를 제거하였다. 결과적으로 많은 큰 은행들이 신용 카드 계좌의 처리를 포함한 자신들의 영업을 델라웨어 주로 옮겼다. 이 영업들은 델라웨어 주에 새로운 일자리와 소득의 원천을 창조하였다.

### 21세기
루스 앤 미너가 2001년부터 2009년까지 델라웨어 주의 지사로서 2번의 임기를 지냈다. 그녀는 주의 지사 직에 선출된 첫 여성이었다.

## 경제

### 서비스업

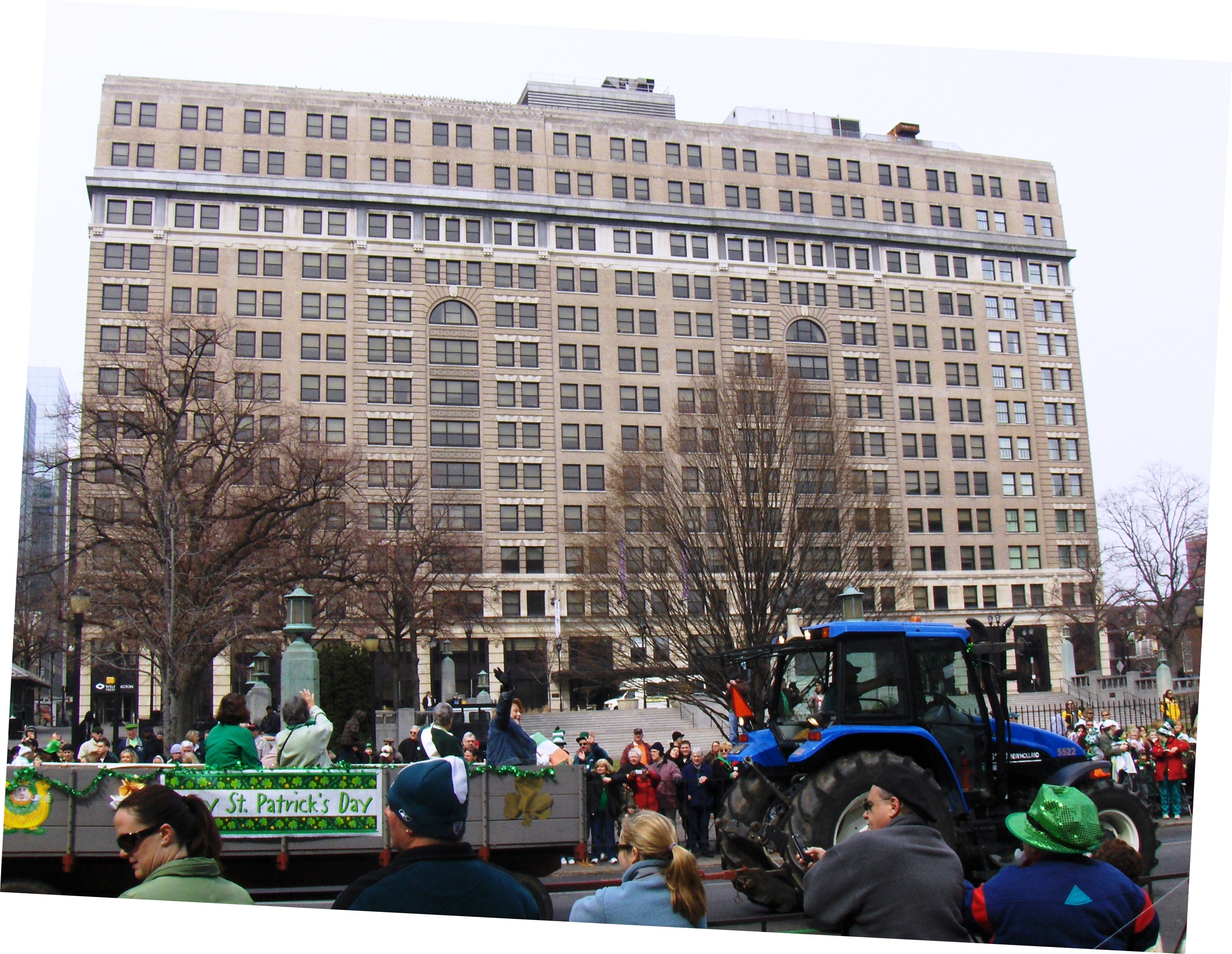
윌밍턴에 있는 듀폰트 빌딩

서비스업은 델라웨어 주의 고용과 국내 총생산 양쪽의 대략 85 퍼센트를 차지한다. 주의 서비스업은 윌밍턴 지역에 집중되어 있다.
금융, 보험과 부동산 산업은 델라웨어주 국내 총생산의 거의 절반을 차지한다. 은행업은 1980년, 이래 재빠르게 번창하였다. 1981년, 델라웨어 주의 정부는 주에서 은행 영업을 위한 장려금을 만들었다. 결과적으로 많은 큰 은행들이 자신들의 영업을 델라웨어 주로 옮겼다. 이 영업은 주로 신용카드 계좌에 관한 것이었다. 윌밍턴 지역은 국가 금융의 중요한 중심지이며, 몇몇의 큰 보험 회사들과 투자 상사들도 그곳에 기지를 두었다.
주 정부의 사무소들은 주로 주도인 도버와 윌밍턴에 있다. 연방 정부는 도버 공군 기지를 운영한다. 윌밍턴은 주의 주요한 보건의 중심지이며, 많은 호텔, 식당과 소매상을 두고 있다. 주의 남부는 해안선을 따라 많은 리조트들이 있다.

### 제조업

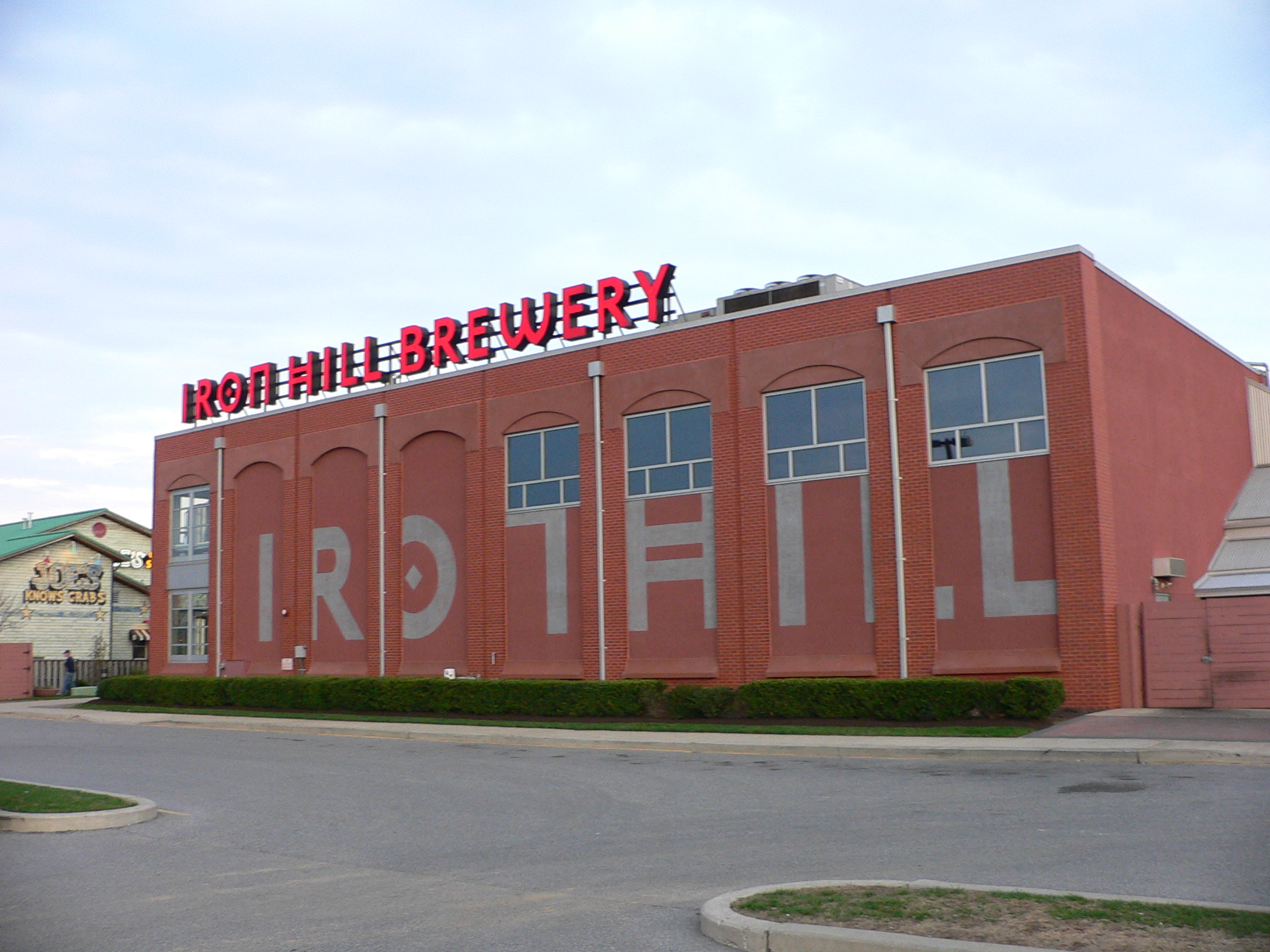
아이언 힐 양조장

화학품은 델라웨어 주의 주요 제조품이다. 윌밍턴은 듀폰트 컴퍼니로도 알려진 E. I. 듀폰트 앤드 컴퍼니의 본사이다. 듀폰트 컴퍼니는 델라웨어 주에 일부 제조소들을 두었으며, 윌밍턴 근처에 있는 그 연구소는 세계에서 가장 큰 연구소들 중 하나이다. 다른 중요한 화학 회사들도 델라웨어 주에 공장, 사무소와 연구소들을 두고 있다. 의약품은 델라웨어 주의 가장 중요한 화학품이다.
식품 가공업도 또한 델라웨어 주에서 중요하다. 가금육의 가공은 주에서 주요한 제조업 활동이다. 서식스 카운티는 몇몇의 그 공장들이 있다. 도버에 있는 큰 공장은 젤라틴, 푸딩과 다른 준비된 디저트를 만든다.
합성 금속 제품들은 주로 윌밍턴 지역에서 생산된다. 자동차 공장들은 뉴어크와 윌밍턴에서 운영된다. 델라웨어 시티는 석유 정제소가 있다. 델라웨어 주의 다른 제조품들은 실험용 기구, 의료 용품, 종이 제품과 플라스틱 제품들을 포함한다.

### 농업
농장 지대는 델라웨어주 대지 지역의 대략 40 퍼센트를 뒤덮고 있다. 축산물은 농장 소득의 대략 80 퍼센트를 차지한다. 닭은 멀리 봐서 주의 가장 가치 있는 축산물이며, 대부분 서식스 카운티에서 왔다. 서식스 카운티의 농장들은 돼지의 대부분을 기른다. 켄트와 서식스 카운티들의 농장들은 주에서 큰 양의 우유를 생산한다.
수확물은 델라웨어주 농장 소득의 대략 20 퍼센트를 마련한다. 온실과 종묘 산물들, 옥수수와 콩은 주의 주요한 수확물이다. 서식스 카운티는 옥수수와 대두 둘다의 주요한 생산지이다. 주의 농부들은 또한 보리, 건초와 밀을 재배한다. 주의 주요한 채소들은 리마콩, 완두콩, 감자, 시금치, 고구마와 토마토를 포함한다. 수박은 주의 주요한 과일이다.

### 광업
델라웨어 주는 미국에서 광물 생산이 가장 적은 편에 속하는 주이다. 델라웨어 주의 광물 생산 수입 대부분은 마그네슘, 모래와 자갈에서 온다. 류스 근처의 지대에서는 바닷물을 처리하여 마그네슘을 생산한다. 주의 모든 군에서는 모래와 자갈을 생산한다.

### 수산업
게는 델라웨어 주에서 가장 가치 있는 수산물이다. 수산업에 종사하는 어부들은 바스, 대합조개, 뱀장어, 굴과 청어를 가져온다.

## 주민
| 인구조사                      | 인구    | Note | %±    |
| ----------------------------- | ------- | ---- | ----- |
| 1790년                        | 59,096  |      | —     |
| 1800년                        | 64,273  |      | 8.8%  |
| 1810년                        | 72,674  |      | 13.1% |
| 1820년                        | 72,749  |      | 0.1%  |
| 1830년                        | 76,748  |      | 5.5%  |
| 1840년                        | 78,085  |      | 1.7%  |
| 1850년                        | 91,532  |      | 17.2% |
| 1860년                        | 112,216 |      | 22.6% |
| 1870년                        | 125,015 |      | 11.4% |
| 1880년                        | 146,608 |      | 17.3% |
| 1890년                        | 168,493 |      | 14.9% |
| 1900년                        | 184,735 |      | 9.6%  |
| 1910년                        | 202,322 |      | 9.5%  |
| 1920년                        | 223,003 |      | 10.2% |
| 1930년                        | 238,380 |      | 6.9%  |
| 1940년                        | 266,505 |      | 11.8% |
| 1950년                        | 318,085 |      | 19.4% |
| 1960년                        | 446,292 |      | 40.3% |
| 1970년                        | 548,104 |      | 22.8% |
| 1980년                        | 594,338 |      | 8.4%  |
| 1990년                        | 666,168 |      | 12.1% |
| 2000년                        | 783,600 |      | 17.6% |
| 2010년                        | 897,934 |      | 14.6% |
| 2019 (추산)                   | 973,764 |      | 8.4%  |
| 출처: 1910–2010 2019 estimate |         |      |       |

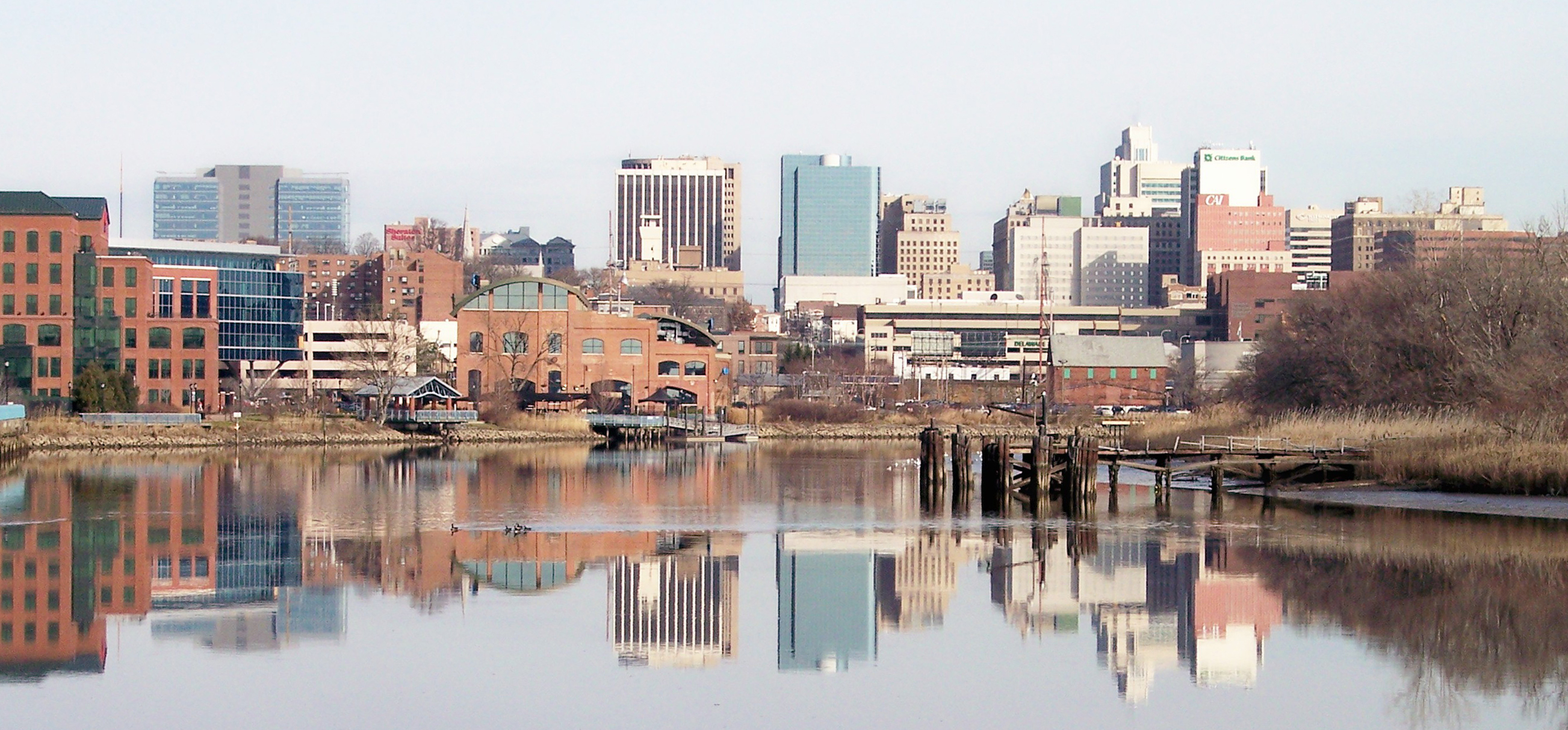
윌밍턴의 스카이라인

2000년, 미국 인구 조사국은 델라웨어 주의 인구가 783,600명이라고 보고하였다. 1990년의 666,168명에서 18 퍼센트 가까이 증가하였다. 2000년 인구 조사국에 의하면 델라웨어 주는 50개의 주들 중에 45위로 순위에 올랐다.
델라웨어 주민의 대략 5분의 4는 메트로폴리탄 지역에 살고 있다. 주민의 대략 3분의 2는 필라델피아 메트로폴리탄 지역의 일부인 윌밍턴 메트로폴리탄에 산다. 두 도시를 제외하고 도버는 주의 유일한 메트로폴리탄 지역이다.
윌밍턴은 델라웨어 주에서 가장 큰 도시이다. 주도인 도버와 뉴어크는 28,000명 이상의 주민들이 살고 있는 도시이다.
델라웨어 주의 가장 큰 인구 집단은 아일랜드, 독일, 영국, 이탈리아 계통의 주민들이다. 주민의 대략 19 퍼센트는 아프리카계 미국인이다. 히스패닉은 대략 5 퍼센트를 차지한다.

## 정치
주민들의 정치적 성향은 민주당에 가까운데, 대통령 선거 때마다 민주당이 최소 55%는 득표한다.

## 사진

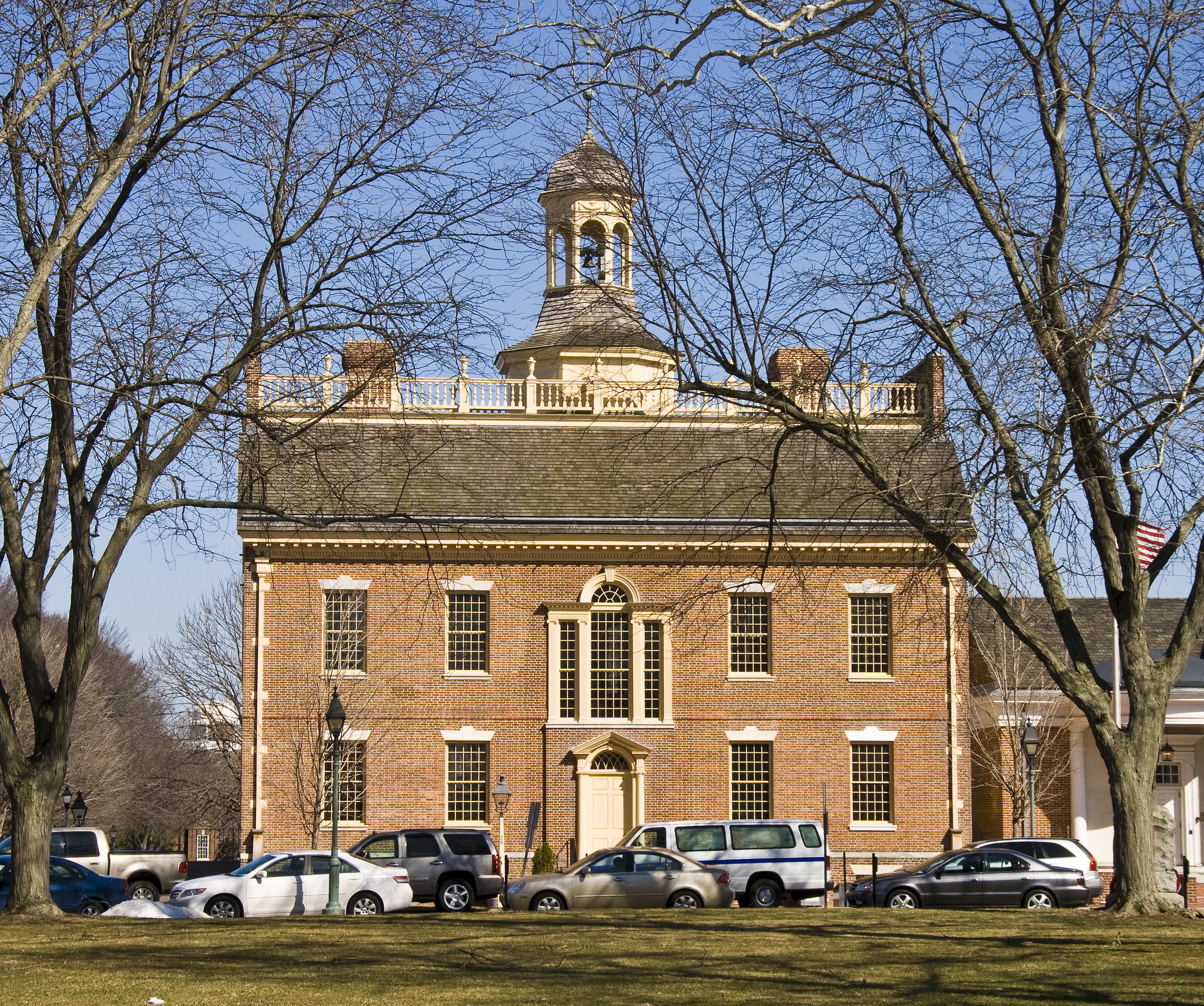
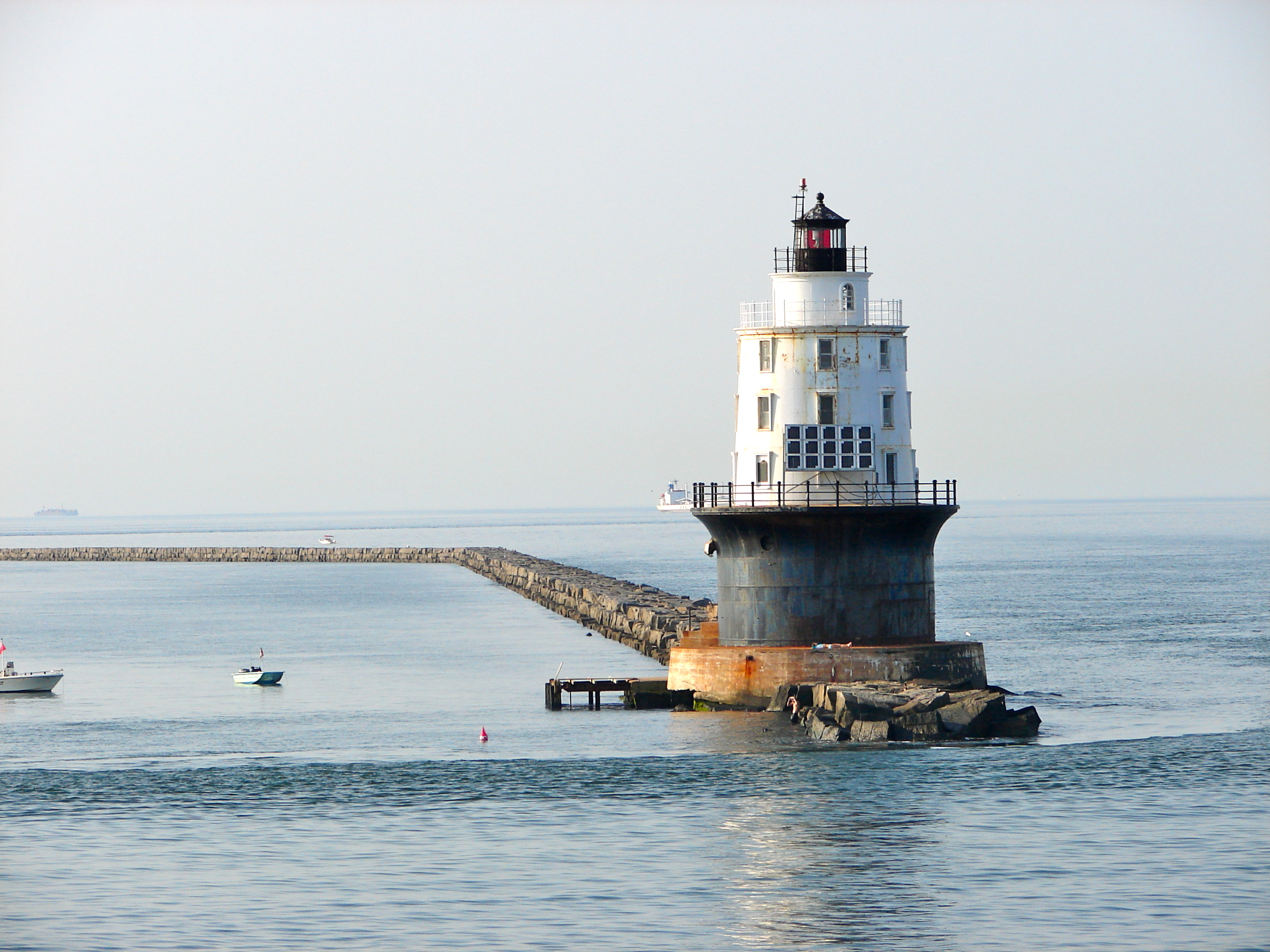
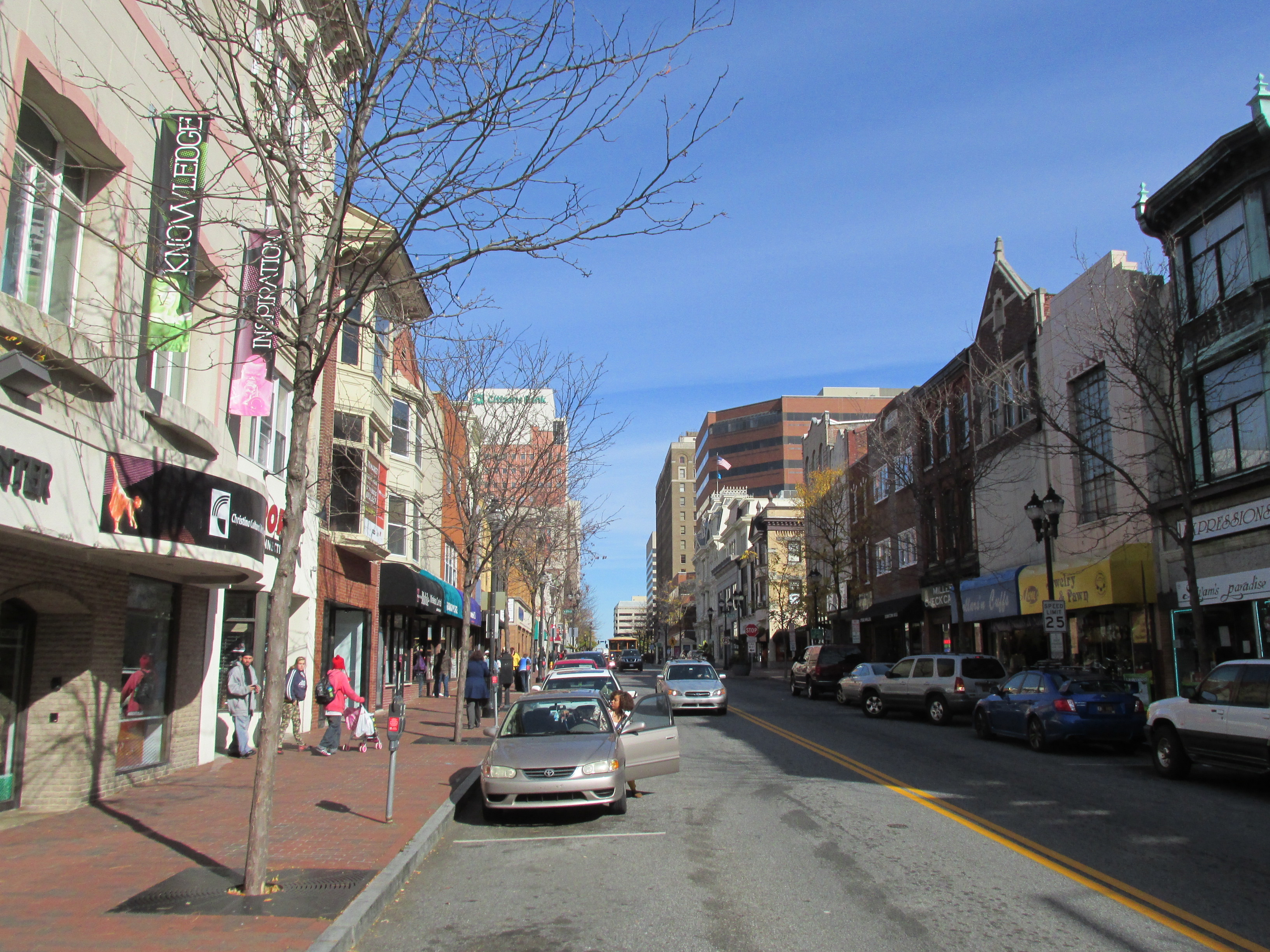